# Petra Bleisch Bouzar
Petra Bleisch Bouzar (Thal (Svizzera), 14 settembre 1972) è un'islamista svizzera, specializzata nello studio delle religioni. È docente di didattica dell'insegnamento delle materie, responsabile del progetto di ricerca "Didattica dell'etica e degli studi religiosi" presso l'Alta scuola di formazione pedagogica di Friburgo e ha collaborato con l'Evangelische Informationsstelle Kirchen – Sekten – Religionen, in particolare riguardo alla figura di Gabriele Bitterlich.

## Biografia
Dal 1987 al 1992 Petra Bleisch Bouzar frequentò la scuola cantonale di tipo E (liceo ad indirizzo commerciale) a Heerbrugg, scrivendo una tesina di diploma in inglese su John Lennon. Successivamente si formò come insegnante elementare presso la scuola magistrale di Rorschach.La sua tesi riguardava la didattica in campo religioso ed era intitolata Was kann das Philosophieren mit Kindern zu einer interkulturellen Pädagogik beitragen? (Che contributo può dare alla pedagogia interculturale il filosofare con i bambini?).
Bleisch Bouzar studiò anche religioni comparate, studi islamici e storia contemporanea all'Università di Friburgo e Berna. La sua tesi di laurea per la licenza nel 2005 era intitolata "Im Islam muss man auch ein bisschen selber forschen." Qualitative Untersuchung über die Zuweisung von Autorität bei Schweizer Musliminnen ("Anche nell'Islam bisogna fare un po' di ricerca”. Studio qualitativo sull'attribuzione di autorità tra le donne musulmane svizzere). Dopo aver completato il corso di certificazione in didattica delle scuole superiori presso l'Università di Berna dal 2007 al 2008, Bleisch Bouzar iniziò il dottorato in studi religiosi presso il Dipartimento di Scienze Sociali della Facoltà di Filosofia dell'Università di Friburgo. Il 7 ottobre 2014 difese la tesi dottorale intitolata Islamische normative Ordnungen. Historisch-systematische und empirische Studien zur Repräsentation, Aneignung und Produktion islamischer Normativitäten (Ordini normativi islamici. Studi storico-sistematici ed empirici sulla rappresentazione, l'appropriazione e la produzione di normatività islamiche), realizzata sotto la supervisione di Oliver Krüger e Reinhard Schulze.

## Pubblicazioni selezionate

### Monografie
- Pahud de Mortanges, R., Bleisch Bouzar, P., Bollag, D., & Tappenbeck, C. R. (Hrsg.): Religionsrecht: Eine Einführung in das jüdische, christliche und islamische Recht. Schulthess, Zürich 2018, ISBN 978-3-7255-7849-8.
- Bleisch, P.: Gelebte und erzählte Scharia in der Schweiz: Empirische Studien zur Aneignung religiöser Normen durch zum Islam konvertierte Frauen. Schulthess, Zürich 2016, ISBN 978-3-7255-7501-5.